# Івла
Івла (пол. Iwla) — село у Польщі, у гміні Дукля Кросненського повіту Підкарпатського воєводства.
Населення — 740 осіб (2011).

## Географія
Лежить у долині невеликої річки Івелки (притоки Віслоки), обабіч пагорбу, що має таку ж назву, як і село.

## Історія
Перша письмова згадка датується 28 серпня 1366 р., коли Казимир III Великий у Кракові підтвердив дарування канцлером Янушем Сухивільком своїм синам сіл Гирова, Кобиляни, Ленки, Сулістрова, Глойсце, Дукля, Наділля, Мшана, Драганова, Івля та інших.
Податковий реєстр 1581 р. засвідчує володіння село каштеляна велюнського Любницького, який здав його орендарю Єнджейовському, було 7 селянських ланів, 2 загородники з ріллею і 2 коморники без тяглової худоби.
У 1975—1998 роках село належало до Кросненського воєводства.

## Демографія
Демографічна структура станом на 31 березня 2011 року:
|          | Загалом | Допрацездатний вік | Працездатний вік | Постпрацездатний вік |
| -------- | ------- | ------------------ | ---------------- | -------------------- |
| Чоловіки | 377     | 81                 | 248              | 48                   |
| Жінки    | 363     | 74                 | 188              | 101                  |
| Разом    | 740     | 155                | 436              | 149                  |